# Jordanita kurdica
Jordanita kurdica ist ein Schmetterling aus der Familie der Widderchen (Zygaenidae).

## Merkmale
Die Falter erreichen eine Vorderflügellänge von 15,5 bis 17,0 Millimeter bei den Männchen und 11,5 Millimeter bei den Weibchen. Kopf, Thorax und Abdomen schimmern goldgrün, die Beine bläulich grün. Die Stirn (Frons) ist ungefähr 1,5-mal so breit wie die Facettenaugen. Die Fühler sind bläulich grün, die Fühlerkämmung ist vier- bis fünfmal so lang wie die Breite des Fühlerschaftes. Die Fühler bestehen aus 35 bis 37 Segmenten. Die Vorderflügeloberseiten sind hellgrün und golden durchsetzt. Die Hinterflügeloberseite und die Unterseiten sind hellgrau. Die Weibchen sind deutlich kleiner als die Männchen und haben deutlich abgerundetere Flügel.
Bei den Männchen ist der Uncus schlank, die Valven sind lang und schlank und haben ventral einen kurzen dreieckigen Fortsatz. Der Aedeagus ist gerade, verdickt und besitzt einen sehr großen und breiten Cornutus.
Bei den Weibchen ist das Ostium so breit wie das stark sklerotisierte Antrum, welches zu einem großen Sack ausgebildet ist. Der Ductus bursae verengt sich abrupt und ist im rechten Winkel bei einem Drittel der Antrumlänge spiralartig gebogen. Das Corpus bursae ist klein.

### Ähnliche Arten
Jordanita volgensis und Jordanita notata kommen sympatrisch mit J. kurdica vor. Diese Arten sind sich sehr ähnlich, können aber genitalmorphologisch unterschieden werden.

## Verbreitung
Die Art ist im Südosten der Türkei und im Westen des Iran beheimatet.

## Biologie
Über die Lebensweise der Art ist bisher nichts bekannt.